# 帕迪拉海軍上將市

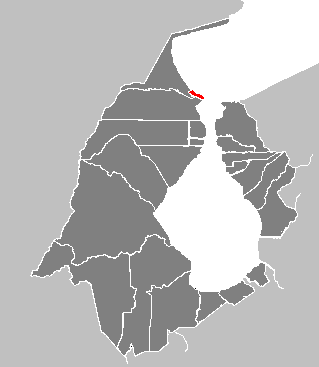

帕迪拉海軍上將市（西班牙語：Municipio Almirante Padilla），是委內瑞拉的一個市，位於該國西北部蘇利亞州，首府設於埃爾托羅，面積139平方公里，2012年人口12,639，人口密度每平方公里90.93人。